# Reyner Banham
Peter Reyner Banham (Norwich, 1922. március 2. – London, 1988. március 19.) angol építészetkritikus. Szakmai közérdeklődését a gépkorszak társadalmával és építészetével foglalkozó írásaival keltette (Theory and Design in the First Machine Age (1960) valamint a  Los Angeles: The Architecture of Four Ecologies (1971).

## Életrajza
Banham kezdetben Anthony Bluntnál tanult, a Courtauld Institute of Art keretében, majd Sigfried Giedionnál és Nikolaus Pevsnernél.
Professzorként oktatott az University of London, a State University of New York (SUNY) Buffalo és az 1980-as években az University of California (Santa Cruz) tanszékein.

## Művei
- Theory and Design in the First Machine Age – The Architectural Press, London, 1960
- Die Revolution der Architektur. Theorie und Gestaltung im Ersten Maschinenzeitalter (Rowohlts német Enciklopédiában) – Rowohlt Taschenbuch – Verlag, Reinbek, Hamburg, 1964
- Guide to Modern Architecture – The Architectural Press, London, 1962 – ISBN 978-0-85139-261-5.
- The New Brutalism – The Architectural Press, London, 1966
- Brutalismus in der Architektur. Ethik oder Ästhetik? – Los Angeles
- The Architecture of the Four Ecologies – Harper and Row, 1971 – ISBN 978-0-7139-0209-9.